# Anselmo Alliegro
Anselmo Alliegro (ur. 1899, zm. 1961) – kubański polityk, od 16 marca do 10 października 1944 premier Kuby, w 1959 tymczasowy prezydent.

## Życiorys
Urodził się w 1899 roku.
Swoją karierę polityczną związał z Demokratyczną Koalicją Socjalistyczną (CSD).
Sprawował urząd premiera Kuby od 16 marca 1944, kiedy to zastąpił na stanowisku Ramóna Zaydína, przez pół roku do 10 października 1944. Jego następcą został Félix Lancís Sánchez.
Gdy 1 stycznia 1959, podczas rewolucji kubańskiej, Fulgencio Batista opuścił Kubę, Anselmo Alliegro objął na jeden dzień funkcję prezydenta kraju. Już 2 stycznia formalnie przez kilka godzin prezydentem Kuby był Carlos Manuel Piedra, a od 3 stycznia przez kilka miesięcy prezydentem był Manuel Urrutia Lleó.
Zmarł w 1961 roku.